# Mush Records
Mush Records es un sello discográfico independiente estadounidense. Fue fundado por Robert Curcio y Cindy Roché en 1997.

## Historia
Conocido originalmente como Dirty Loop Music, Mush Records comenzó como un estudio de grabación en Cincinnati, Ohio, con el sello formado como un medio para lanzar música que se estaba haciendo en el estudio. Desde entonces, Mush Records se ha ubicado en San Francisco, Chicago y New York, y ahora se ha establecido en Los Ángeles. Principalmente un sello de música electrónica, Mush Records presenta una amplia gama de música dentro del género, que incluye "instrumental electrónico, hip hop underground, downtempo, hip-hop abstracto, experimental, indie rock, ritmos basados en jazz, composiciones de tocadiscos, pop electrónico". , y folk saturado". El sello opera una tienda en línea para facilitar las ventas directas de lanzamientos y productos de Mush Records.
El primer lanzamiento de Mush Records fue el EP Low End Sequence de Boom Bip & Doseone en 1998, con el lanzamiento del primer álbum de Boom Bip y Doseone, Circle en 2000. A esto le siguió el mismo año la compilación Ropeladder 12, con contribuciones de muchos artistas de la lista de Anticon. A esto le siguió el mismo año la compilación Ropeladder 12, con contribuciones de muchos artistas de la lista de Anticon.
En 2003, Mush Records patrocinó una gira que incluyó a los artistas de su lista Busdriver, Radioinactive, Daedelus, Awol One, AntiMC y otros.